# Poe Toaster

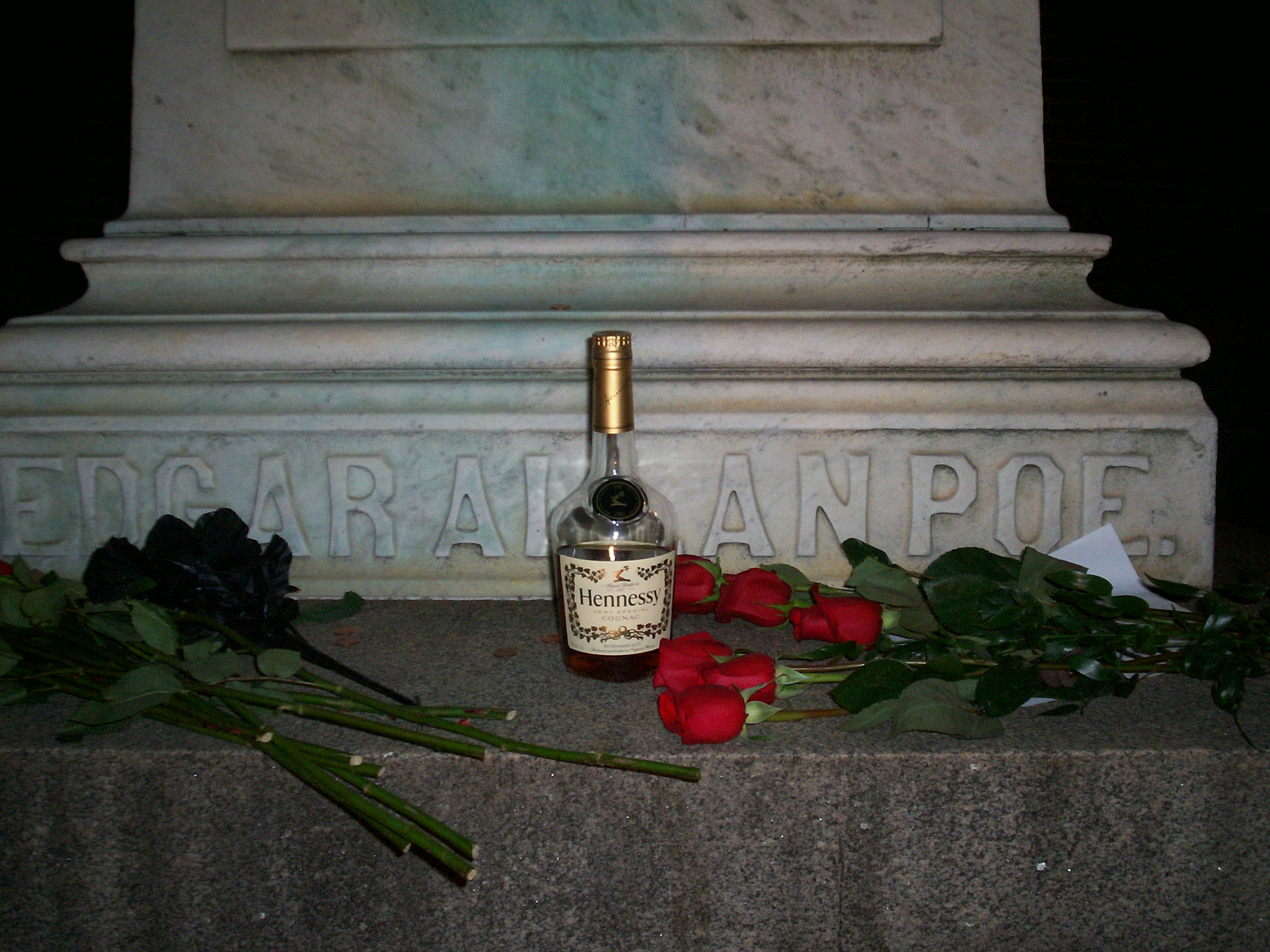
Rosen und Cognac an Poes heutiger Grabstätte. Der echte Poe Toaster besuchte stets den Gedenkstein an seinem ursprünglichen Grab.

Der Poe Toaster (engl. to toast, auf jemanden anstoßen) war eine mysteriöse Gestalt, die über 60 Jahre (1949–2009) alljährlich dem verstorbenen US-amerikanischen Autor Edgar Allan Poe (1809–1849) an dessen Geburtstag Tribut zollte. Sie trug dabei einen schwarzen Mantel und einen schwarzen Hut; ihr Gesicht war verschleiert.
Die rätselhafte Tradition dieses Poe Toasters wurde erstmals im Jahr 1949 von Passanten beobachtet. In den frühen Morgenstunden des 19. Januar (dem Geburtstag von Poe) erschien eine ganz in Schwarz gekleidete Person, betrat die Westminster Hall in Baltimore, Maryland, und ging dann über den Friedhof zum Gedenkstein am ursprünglichen Grab des Schriftstellers. Dort legte der Poe Toaster drei Rosen und eine Flasche Cognac nieder und erhob sein Glas auf Poe. Man nimmt an, dass die Rosen für folgende drei Personen gedacht waren: Poe selbst, seine Frau Virginia und seine Schwiegermutter Maria Clemm. Weshalb der Toaster noch eine kleine Flasche Cognac hinzulegte, blieb sein Geheimnis; in Poes Werk findet sich das Getränk nicht. Viele dieser Flaschen sind aber von der Edgar Allan Poe Society gesammelt und aufbewahrt worden.
1993 hinterließ der Poe Toaster eine Nachricht mit dem Inhalt „The torch will be passed“ („Die Fackel wird weitergegeben werden“). Einige Jahre später fand sich eine weitere Nachricht, die besagte, der ursprüngliche Poe Toaster sei 1998 gestorben und das Ritual werde von nun an durch seine Söhne weitergeführt. Seitdem wurden unterschiedliche Personen als Poe Toaster beobachtet. 2001 hinterließ der Poe Toaster einen Kommentar zur Super Bowl, in dem er sich negativ über das heimische Team Baltimore Ravens äußerte, das nach Poes Gedicht Der Rabe benannt ist. Eine weitere Nachricht im Jahr 2004 besagte, französischer Cognac gehöre nicht an Poes Grabstätte und werde nur aus Respekt vor der Tradition dort platziert. Dies wurde als politische Stellungnahme zum damaligen Irakkrieg gedeutet, an dem Frankreich sich nicht beteiligte.
Diese Nachrichten wurden als Zeichen gesehen, dass die neuen Poe Toaster ihre Aufgabe weniger ernst nähmen. Jeff Jerome vom Poe House and Museum wies auch darauf hin, dass die Kostümierung im Laufe der Zeit nachlässiger geworden war. Eine weitere Nachricht wurde aus Enttäuschung über den Inhalt gar nicht mehr veröffentlicht.
Im Laufe der Zeit fanden sich dennoch zahlreiche Reporter und Poe-Fans ein, um diesen traditionellen Vorgang an Poes Geburtstag gezielt zu beobachten. Niemand hat aber die Identität des mysteriösen Gratulanten gelüftet, obwohl 2006 mehrere Zuschauer einen erfolglosen Versuch unternahmen, dem Poe Toaster aufzulauern und ihn zu demaskieren. Im Jahr 2010 war der geheimnisvolle Unbekannte erstmals seit 61 Jahren nicht am Grab erschienen. Auch in den folgenden Jahren kam der Poe Toaster nicht mehr. Der Grund für die Beendigung der Tradition wurde nicht bekannt. Mehrfach gaben sich allerdings Nachahmer als Poe Toaster aus.
2007 behauptete der damals 92-jährige Sam Porpora, der ursprüngliche Poe Toaster gewesen zu sein. Er habe die Tradition 1967 als PR-Maßnahme für die Westminster Presbyterian Church begründet, für die er als Historiker und Kurator tätig war. Seitens des Poe House and Museum wurde Porporas Behauptung jedoch zurückgewiesen, da bereits wesentlich ältere Berichte über den Poe Toaster existierten.
2015 suchte die Maryland Historical Society (entgegen einer wenige Jahre zuvor gemachten Ankündigung) in einem Wettbewerb nach einem neuen Poe Toaster, der als Attraktion für die Fans die Tradition fortführen sollte. Die Identität des ausgewählten Darstellers wurde nicht offengelegt. Der „offizielle“ Nachfolger trat erstmals im Januar 2016 auf. Im Gegensatz zum ursprünglichen Poe Toaster erschien er drei Tage vor Poes Geburtstag nach öffentlicher Ankündigung bei helllichtem Tag und spielte auf einer Geige. Zur Zeremonie hatten sich etwa 100 Zuschauer eingefunden, die teils selbst maskiert waren. Bei der Veranstaltung fand außerdem eine dramatische Lesung von Poes Erzählung Das Fass Amontillado statt.

## Belege
1. ↑  ‘Toaster’ rejects French cognac at Poe’s grave, Washington Post, 19. Januar 2004, gesehen am 2. April 2017
2. ↑  Poe Toaster Remains A Mystery, wbal.com am 19. Januar 2013, gesehen am 2. April 2017
3. ↑  Cole Little: The Poe Toaster Fails to Make an Appearance, geeksided.com am 19. Januar 2016, gesehen am 2. April 2017
4. ↑  William Wan: Never More Doubt, Washington Post am 27. August 2007, gesehen am 2. April 2017
5. ↑  Ian Duncan: New Poe Toaster takes up a Baltimore tradition (Memento des Originals vom 28. Februar 2019 im Internet Archive)  Info: Der Archivlink wurde automatisch eingesetzt und noch nicht geprüft. Bitte prüfe Original- und Archivlink gemäß Anleitung und entferne dann diesen Hinweis., The Baltimore Sun am 17. Januar 2016, gesehen am 2. April 2017

| Personendaten    | Personendaten |
| ---------------- | --- |
| NAME             | Toaster, Poe |
| KURZBESCHREIBUNG | mysteriöse Gestalt, die über 60 Jahre (1949–2009) alljährlich dem verstorbenen amerikanischen Autor Edgar Allan Poe an dessen Geburtstag Tribut zollte |
| GEBURTSDATUM     | 19. Jahrhundert oder 20. Jahrhundert |
| STERBEDATUM      | 20. Jahrhundert oder 21. Jahrhundert |